# Heinrich Hinsch
Heinrich Hinsch, auch Hinrich Hinsch oder Heinrich Hintz, (* 1650; † 5. Mai 1712 in Hamburg) war ein deutscher Jurist und Librettist.

## Leben
Heinrich Hinsch war einer der produktivsten Librettisten der Hamburger "Oper am Gänsemarkt". Über sein Leben ist wenig bekannt. Hinsch stammte wahrscheinlich aus Stade und wurde möglicherweise auch dort geboren. Er studierte zunächst Theologie, widmete sich dann aber der Juristerei. Wo Hinsch studierte, ist nicht bekannt. An der Universität Rostock kämen gleich zwei Immatrikulationen in Frage und zwar im Juni 1672 unter dem Namen Henricus Hintze und am 30. April 1674 unter dem Namen Henricus Hinze. Als Herkunftsort wurde jeweils Stade angegeben. Nachdem Hinsch zum Lizenziat der Rechte promoviert wurde (wo ist wiederum unbekannt), ließ er sich als Advokat in Hamburg nieder.

## Werke (Opernlibretti)
- Venus oder Die siegende Liebe; Musik von Georg Bronner, [1694 Hamburg]
- Victor, Hertzog der Normannen; Musik von Johann Mattheson [1702 Hamburg]
- Die verdammte Staatsucht, oder Der verführte Claudius; Musik von Reinhard Keiser; Hamburg : Spieringk, [1703 Hamburg]
- Der gestürzte und wieder erhöhte Nebukadnezar, König zu Babylon ; Musik von Reinhard Keiser; [1703 Hamburg]
- La fedeltá coronata, oder Die gekrönte Treue; Musik von Reinhard Keiser [1706 Hamburg]
- Dido, Königin von Carthago; Musik von Christoph Graupner, [Hamburg 1707]
- Florindo (Der beglückte Florindo); Musik von Georg Friedrich Händel, [Hamburg 1708]
- Daphne (Die verwandelte Daphne); Musik von Georg Friedrich Händel, [Hamburg 1708]
- Lucius Verus oder Die siegende Treue; Musik von Reinhard Keiser; Hamburg : Stromer [1728 Hamburg]